# Kmagazine
Kmagazine es la primera revista mexicana que se especializa en la cobertura y difusión de la cultura asiática. Su origen data del año 2015, cuando su fundadora Lucero Santiago inició su publicación con un enfoque dirigido a cubrir temas relacionados con el Hallyu.  
Actualmente se ha diversificado, de manera que no solo mantiene su formato de revista online, sino que también, tiene presencia en redes sociales como son: TikTok, Facebook, Twitter y YouTube.
En los últimos años expandió su cobertura, incluyendo temas relacionados con más países asiáticos además de Corea del Sur, que incluyen: Japón, China, Tailandia y Filipinas. 

## Historia
Kmagazine surgió en 2015 como un blog sobre cultura de Corea del Sur por su fundadora Lucero Santiago. Con el tiempo creció y tomó el formato de revista online, haciendo publicaciones en tiempo real acerca de la cultura asiática. Su crecimiento se ha mantenido constante y ha ido en aumento de manera exponencial, en 2017 tuvo alrededor de 191,000 visitas en su sitio web, mientras que para 2021 este número aumentó hasta 5 millones de visitas, lo que implica un aumento del 2,217%.
El motivo de este crecimiento, entre otros factores, radica en su entrada en 2020 a un programa de aceleración de compañías impulsado por el gobierno coreano. Este programa (K-Startup Grand Challenge), funciona como una aceleradora de startups; en ese año participaron 2,648 startups, siendo Kmagazine una de las 60 compañías elegidas para formar parte del proyecto.
- Datos: Q113019045

1. 1 2  «Perfíl de Facebook de KMagazine». Facebook. Consultado el 10 de julio de 2022.
2. ↑  «TikTok». www.tiktok.com. Consultado el 10 de julio de 2022.
3. ↑  «https://twitter.com/kmagazinemx». Twitter. Consultado el 10 de julio de 2022.
4. ↑  «K Magazine - YouTube». www.youtube.com. Consultado el 10 de julio de 2022.
5. ↑  Corona, Francisco J. Trejo. «La periodista emprendedora mexicana que la está rompiendo en Corea». www.storybaker.co (en inglés). Consultado el 10 de julio de 2022.
6. 1 2  «[INTERVIEW] K-magazine founder seeks to connect Latin America and Korea». koreatimes (en inglés). 9 de junio de 2022. Consultado el 10 de julio de 2022.